# Válka s emuy
Válka s emuy (anglicky Emu War) je posměšné označení pro snahu vlády Západní Austrálie vypořádat se s přemnožením nelétavých  emu hnědých, kteří na začátku třicátých let dvacátého století škodili už tak Velkou hospodářskou krizí oslabené produkci pšenice.

## Předehra konfliktu

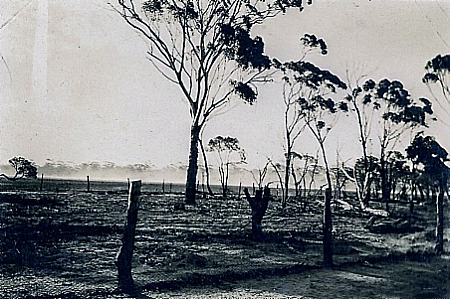
Škoda na úrodě způsobená ptáky emu

Emu hnědý figuroval na seznamu chráněných druhů Západní Austrálie mezi lety 1874 a 1922, poté byl naopak jakožto ničitel plodin prohlášen za škůdce. V druhé polovině dvacátých let začal trofejní výkup zobáků těchto ptáků. I přes tisíce vyplacených odměn ročně neměl tento program větší vliv na populaci emuů. Podobný program zavedl Queensland, kde emuové rozšiřovali invazivní opuncii, jejímiž plody se živili. Ploty proti králíkům vybudované na začátku dvacátého století usměrňovaly hejna migrujících ptáků, po jejich obvodu tak byl problém nejpalčivější.
V roce 1932 se hejno čítající až 20 000 jedinců objevilo ve farmářské oblasti v okolí sídel Campion a Walgoolan. Znepokojení farmáři požádali vládu o pomoc, které se jim dostalo v podobě několika vojáků 7. baterie Královského australského dělostřelectva pod vedením G. P. W. Mereditha, vybavenými dvěma lehkými kulomety Lewis, deseti tisíci náboji a jedním automobilem. Pro vojáky měla být tato operace cvičením střelby, pro vládu pak propagandou ve složité době.

### Neúspěšné útoky
První větší „bitvou“ se stalo přepadení zhruba tisícovky ptáků u napajedla za rozbřesku 4. listopadu 1932. Vojákům se podařilo zastřelit pouze asi tucet emuů, než se zbraň zasekla. O něco úspěšnější se stal 8. listopad, kdy bylo pobito zhruba 200 opeřených protivníků, ovšem za cenu 2 500 nábojů, tedy asi čtvrtiny celkových zásob. Po dobu dalších 30 dní se pohyboval počet obětí v řádu jednotek až desítek než byla jednotka 10. prosince stažena. Zastřeleno bylo podle vojáků 986 emuů a odhadem 2 500 jich mělo zemřít i s těmi, kteří podlehli zraněním později.

### Po skončení „války“
Po utržené ostudě vláda několikrát odmítla další žádosti farmářů o ozbrojený zásah v následujících letech a rozhodla se raději soustředit prostředky na výkup trofejí, což se ukázalo jako daleko efektivnější – v roce 1935 byly během šesti měsíců vyplaceny odměny za 57 034 trofejí a mezi lety 1945 a 1960 bylo takto vyhubeno přes 284 704 emuů. V tomto ohledu válka proti emu hnědým nikdy neskončila a byli nadále hubeni jako škůdci.

## Galerie

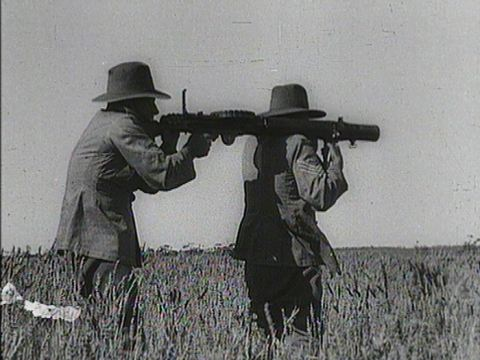
Dva z vojáků s kulometem Lewis
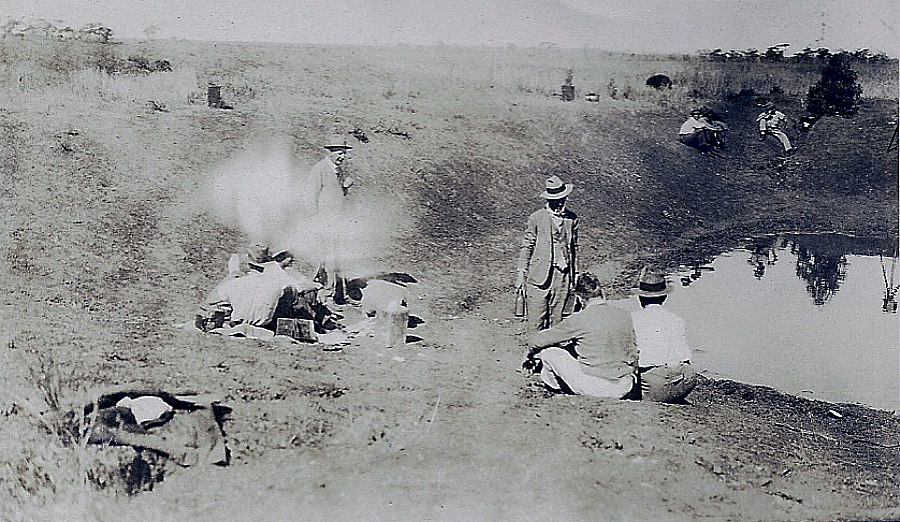
Odpočívající vojáci
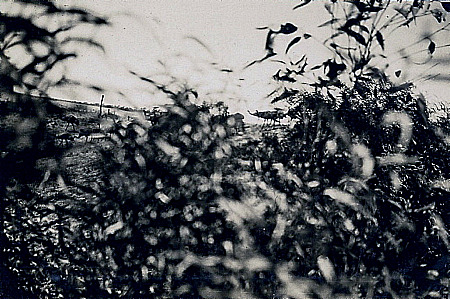
Několik ptáků emu u napajedla
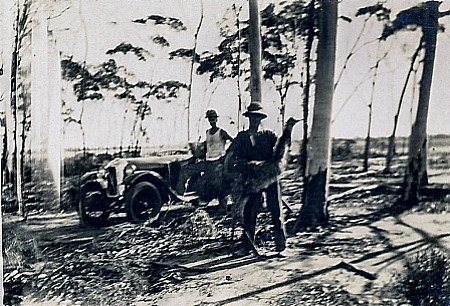
Voják s mrtvým „nepřítelem“